# Bobby Unser
Robert William »Bobby« Unser,  ameriški dirkač Formule 1, *20. februar 1934, Colorado Springs, Kolorado, ZDA, † 2. maj 2021, Alberquerque, Nova Mehika, ZDA
Bobby Unser je upokojeni ameriški dirkač Formule 1. V sezoni 1968 je nastopil na dveh dirkah, na Veliki nagradi Italije, kjer pa ni štartal, in na domači Veliki nagradi ZDA, kjer je v petintridesetem krogu odstopil zaradi odpovedi motorja. Med letoma 1963 in 1981 je sodeloval tudi na dirki Indianapolis 500 in jo trikrat dobil, v letih 1968, 1975 in 1981.

## Popolni rezultati Formule 1
(legenda) (odebeljene dirke pomenijo najboljši štartni položaj, poševne pa najhitrejši krog, †-uvrščen kljub odstopu)
| Leto | Moštvo                   | Šasija   | Motor   | 1   | 2   | 3   | 4   | 5   | 6   | 7  | 8   | 9       | 10  | 11      | 12  | Prv | Toč |
| ---- | ------------------------ | -------- | ------- | --- | --- | --- | --- | --- | --- | -- | --- | ------- | --- | ------- | --- | --- | --- |
| 1968 | Owen Racing Organisation | BRM P138 | BRM V12 | JAR | ŠPA | MON | BEL | NIZ | FRA | VB | NEM | ITA DNS | KAN | ZDA Ret | MEH | -   | 0   |